# Pannon Rádió
A Pannon Rádió egy megszűnt magyarországi rádióadó, amely a Magyar Igazság és Élet Pártjához állt közel. A kizárólag magyar zenéket sugárzó adó 2000 őszén jött létre, majd sorozatos botrányokat és a tulajdonosi kör konfliktusát követően 2003 nyarára pénzügyileg ellehetetlenült.

## Története

### Megalakulás
A Pannon rádió elődje a Gidófalvy Attila által alapított Dongó Rádió volt, amely a Havanna-lakótelepen a kábeltelevíziós hálózaton sugározta műsorát. A tulajdonos Gidó Média Kft. 1999 nyarán pályázott a Budapest környéki műsorszórást lehetővé tevő 99,5 MHz-es frekvencia használati jogára. A frekvenciára hét pályázat érkezett, a pályázatokat bíráló bizottság a Pannon Rádió pályázatát csak az ötödik helyre rangsorolta. A végső döntés előtt a Pannon Rádió MIÉP-es kapcsolataira hivatkozva az ORTT nem jobboldali kötődésű delegáltjai tiltakozásul kivonultak az ülésről. Az ORTT kedvező döntését követően 2000. augusztus 20-án elkezdődtek a próbaadások, majd októberben hivatalosan is útjára indult a Pannon Rádió.
A Pannon karaktere egyedi volt, erősen különbözött az akkor működő kereskedelmi rádiók arculatától. A rádió félóránként híreket sugárzott, a teljes műsor körülbelül 40%-át hírek tették ki. A Pannon rádió munkatársai között a kor neves médiaszemélyiségei fordultak meg. Önálló hit- és közéleti műsorral jelentkezett ifj. Hegedűs Lóránt református püspök, saját műsora volt minden történelmi keresztény egyháznak. A hírműsorokban olyan ismert jobboldali újságírók kaptak szerepet, mint Chrudinák Alajos, Pörzse Sándor és Franka Tibor, Zárug Péter Farkas, Császár Attila, zenei műsort vezetett Nagy Feró és Csuka Mónika. A Pannon Rádió műsoridejének meghatározó részét a zene tette ki. Pályázatában a vállalkozás vállalata, hogy kizárólag magyar művészek által előadott zeneszámokat sugároz majd műfaji megkötések nélkül. A Pannon a nagy kereskedelmi rádiók által háttérbe szorított vagy egyáltalán nem játszott együtteseknek is helyet adott, kínálatában megjelentek a 80-as évek magyar rockzenekarainak albumai, népzene, illetve a magukat a politikai jobboldalon elhelyező zenekarok (Romantikus Erőszak, Oi-kor, Akcióegység, Nemzeti Front, Egészséges Fejbőr, Magozott Cseresznye) számai. Az adó zenei főszerkesztője Nagy Feró volt, a szerkesztők között Schuster Lóránt is tevékenykedett. A kizárólag magyar nyelvű adásra utalt a rádió által választott szlogen: Az érthető frekvencia.

### Botrányok
A magyar baloldal már létrejötte előtt támadta a Pannon Rádiót hangsúlyozván annak MIÉP-es kötődését. Az ORTT az adó működése alatt többször is szembe került a Pannon Rádió vezetésével. A rádió két millió forintos büntetést kapott, amikor az adásában felolvasták ifj. Hegedűs Lóránt egy gyűlöletkeltőnek tekintett írását. A rádió műsorát kísérő botrányok többször is ráirányították a közfigyelmet az adó működésére. A cigányokat, vallási és szexuális kisebbségeket sértő kijelentések miatt a hatóság meg is bírságolta a rádiót. Az ORTT vizsgálni kezdte a rádió műsorait, amelyeket jelentésében teljesen elfogultnak, antiszemitának és szélsőséges hangvitelűnek jellemzett. Ugyancsak törvénytelennek ítélte az ORTT a Pannon Rádió tulajdonosi szerkezetét. Az akkor hatályos törvény szerint párt, illetve ahhoz kötődő szervezet nem lehet műsorszolgáltató, ám a rádió meghatározó tulajdoni hányada a MIÉP-hez kötődő Bocskai Szabadegyetemé volt.
A rádió körüli perpatvar átterjedt a könnyűzenei életre is. 2002 februárjában 64 magyar zenész és zenekar felszólította a Pannon Rádiót, hogy műsorában ne játssza az általuk előadott műveket.

### Konfliktus a tulajdonosok között
Az ORTT vizsgálata és bírsága kockázatot jelentett az adó további működése számára. A megszüntetéstől fenyegetett rádióadó tulajdonosai között egyre feszültebbé vált a viszony. Gidófalvy Attila, a Gidó Média Kft. fő tulajdonosa elsősorban a magyar zenéket játszó rádió arculatát szerette volna megőrizni és erősíteni. A MIÉP-nek azonban egy olyan rádióadóra volt szüksége, amely a 2002-es választások fő kampányidőszakában képes a párt üzeneteinek közvéleményhez való eljuttatására. A tulajdonostársak közötti egyre fagyosabb légkör 2002 májusára szakításig jutott el.
A Pannon Rádió 2002 késő tavaszán gyakorlatilag kettészakadt. Gidófalvy Attila a rádió működtetéséhez szükséges berendezéseket 2002. május 10-én elköltöztette a korábbi telephelyről. A Bocskai Szabadegyetemhez hű munkatársak továbbra a budapesti Szabadság téren lévő stúdióból sugározták a Pannon Rádió adását, ugyanakkor a fő tulajdonos Gidó Média is ugyanezen a néven és frekvencián jelentkezett az általa berendezett szükségstúdióból; 2002 májusában két önmagát egyaránt Pannon Rádiónak nevező program szólt a Budapest környéki frekvencián. A tulajdonosok közötti konfliktusból ideiglenesen a MIÉP-hez közel álló Szabadság téri rádió került ki győztesen. A Gidó Média felfüggesztette a saját műsor sugárzását, hogy jobb tárgyalási pozícióba kerülhessen az ORTT-vel a frekvencia helyzetének rendezését célzó tárgyalásokon, a Bocskai alapítvány rádiója azonban tovább folytatta működését. Ezek után Gidófalvy Attila kezdeményezte a Bocskai Szabadegyetem kizárását a Gidó Média Kft. tulajdonosai közül, ami júliusban meg is történt. 2002 augusztusára az ORTT a Gidó Média számára adott ki frekvenciahasználati engedélyt, azonban az alapítványi rádió is tovább folytatta működését, így ismét két Pannon Rádió sugárzott a 99,5-ös frekvencián. A kettős sugárzás csak akkor szűnt meg, amikor 2002. december 5-én a hatóság lefoglalta a Bocskai Szabadegyetem rádióadóját.

### Megszűnés
2002 őszétől a Pannon Rádió ismét Gidófalvy Attila vezetésével folytatta működését. A MIÉP-től való eltávolodás azonban pénzügyileg nehéz helyzetbe hozta a rádiót, a közben parlamenti jelenlétét elveszítő párttól már nem érkeztek támogatások és elmaradtak a korábbi hirdetők is. 2003 nyarán a rádió nevet változtatott és felvette a Magyar Zenék Rádiója nevet. A rádió ekkorra már több tízmillió forintra rúgó bírsággal és frekvenciahasználati díjjal tartozott az államnak. Az egyre reménytelenebb helyzetben 2003 októberében az ORTT felbontotta az egykori Pannon Rádió műsorszolgáltatási szerződését.
A Bocskai Szabadegyetem rádiója Kincsem Rádió néven a világhálón és (2006-ig) műholdon folytatta működését.

## A rádió és a MIÉP kapcsolata
A rádió többször hangsúlyozta pártoktól való függetlenségét, mégis számos átfedés volt a MIÉP és a rádió munkatársai között. Ifj. Hegedűs Lóránt műsorvezető a rádió működése idején a MIÉP alelnöke volt. Korábban szintén a MIÉP képviselője volt a budapesti közgyűlésben Schuster Lóránt, a rádió műsorvezetője, de a 2001 őszén bekövetkezett szakításig a MIÉP csepeli képviselőjelöltje volt Nagy Feró is. A szerkesztők a műsorkészítés során kiemelten kezelték a nemzeti radikális pártot. Rendezvényeiről, politikusainak megszólalásairól bő terjedelemben és túlnyomóan pozitív hangnemben szóltak, míg a párt politikai ellenfeleiről többnyire negatív kontextusban esett szó.
A műsorvezetők mellett a tulajdonosok között is megjelent a MIÉP. A Pannon Rádiót üzemeltető vállalkozás 25%-ban a MIÉP-hez köthető Bocskai Szabadegyetem Alapítvány tulajdonában volt. A Gidó Média Kft. egyik tagja a MIÉP egyik országgyűlési képviselője, Bogdán Emil volt. A MIÉP megjelenését a tulajdonosi körben az ORTT is kifogásolta, mivel az ellentmondott a médiatörvény pártok ilyen jellegű szerepvállalását tiltó rendelkezéseinek.